# Poniedziałki na chirurgii
Poniedziałki na chirurgii (ang. Monday Mornings) – amerykański serial telewizyjny o tematyce medycznej, wyprodukowany i nadawany przez telewizję TNT od 4 lutego 2013 roku do 8 kwietnia 2013 roku. Serial jest oparty na książce Dr Sanjaya Gupty (neurochirurg), który jest także producentem wykonawczym. Scenariusz napisał David E. Kelley. W Polsce serial będzie emitowany od 4 stycznia 2016 roku przez TNT Polska

## Fabuła
Akcja serialu toczy się wokół życia prywatnego i służbowego chirurgów ze szpitala Chelsea General Hospital w Portland, stanu Oregon. Tytuł serialu nawiązuje do cotygodniowych spotkań lekarskich, na których omawiane są komplikacje i błędy w opiece nad pacjentami.

## Obsada
- Jamie Bamber jako Tyler Wilson
- Jennifer Finnigan jako Tina Ridgeway
- Bill Irwin jako Buck Tierney
- Alfred Molina jako Harding Hooten
- Sarayu Rao jako Sydney Napur
- Ving Rhames jako Jorge „El Gato” Villanueva
- Keong Sim jako Sung Park
- Emily Swallow jako Michelle Robidaux

## Gościnne występy
- Jonathan Silverman jako John Lieberman
- Anthony Heald jako Mitch Tompkins
- Merecedes Ruehl jako sędzia Beverly Natheson
- Ioan Gruffund jako dr Stewart Delany
- Lukas Behnken jako Keith Harriman
- Eyal Podell jako Mark Ridgeway
- Reiley McClendon jako Jacob Gold
- Denzel Whitaker jako Nick
- Hal Holbrook jako dr Arvin Wayne
- Valerie Mahaffey jako Fran Horowitz
- Cozi Zuehlsdorff jako Trisha Miller

## Odcinki
| Sezon | Sezon | Odcinki | Oryginalna emisja | Oryginalna emisja | Oryginalna emisja | Oryginalna emisja | Oryginalna emisja |
| Sezon | Sezon | Odcinki | Premiera sezonu   | Finał sezonu      | Premiera sezonu   | Finał sezonu      |                   |
| ----- | ----- | ------- | ----------------- | ----------------- | ----------------- | ----------------- | ----------------- |
|       | 1     | 10      | 4 lutego 2013     | 8 kwietnia 2013   | 4 stycznia 2016   | 15 stycznia 2016  |                   |

### Sezon 1 (2013)
| #  | Tytuł                   | Polski tytuł         | Reżyseria         | Scenariusz                                  | Premiera        | Premiera         |
| -- | ----------------------- | -------------------- | ----------------- | ------------------------------------------- | --------------- | ---------------- |
| 1  | Pilot                   | Najgorszy scenariusz | Bill D’Elia       | David E. Kelley                             | 4 lutego 2013   | 4 stycznia 2016  |
| 2  | Deus ex Machina         | brak danych          | Bill D’Elia       | David E. Kelley, Sanjay Gupta               | 11 lutego 2013  | 5 stycznia 2016  |
| 3  | Who’s Sorry Now?        | Ludzkie oblicze      | Bill D’Elia       | Karen Struck, David E. Kelley               | 18 lutego 2013  | 6 stycznia 2016  |
| 4  | Forks Over Knives       | Nóż gamma            | Mike Listo        | Amanda Johns, Karen Struck, David E. Kelley | 25 lutego 2013  | 7 stycznia 2016  |
| 5  | The Legend and the Fall | Upadek legendy       | Greg Hoblit       | Amanda Johns, Sanjay Gupta, David E. Kelley | 4 marca 2013    | 8 stycznia 2016  |
| 6  | Communion               | Nierozłączne         | Colin Bucksey     | Karen Struck, David E. Kelley               | 11 marca 2013   | 11 stycznia 2016 |
| 7  | One Fine Day            | Co za dzień          | Mario Van Peebles | Sanjay Gupta, Amanda Johns, David E. Kelley | 18 marca 2013   | 12 stycznia 2016 |
| 8  | Truth or Consequences   | Konsekwencje         | Arlene Sanford    | Karen Struck, David E. Kelley               | 25 marca 2013   | 13 stycznia 2016 |
| 9  | Wheels Within Wheels    | To nie takie proste  | Mike Listo        | Amanda Johns, Karen Struck, David E. Kelley | 1 kwietnia 2013 | 14 stycznia 2016 |
| 10 | Family Ties             | Więzi rodzinne       | Bill D’Elia       | Amanda Johns, Karen Struck, David E. Kelley | 8 kwietnia 2013 | 15 stycznia 2016 |